# Les Couche-tôt
 (octobre 2024).
Si vous disposez d'ouvrages ou d'articles de référence ou si vous connaissez des sites web de qualité traitant du thème abordé ici, merci de compléter l'article en donnant les références utiles à sa vérifiabilité et en les liant à la section « Notes et références ».
Les Couche-tôt est une émission de télévision jeunesse de type talk-show diffusée entre le 18 septembre 1996 et le 5 septembre 1999 à la Télévision de Radio-Canada. Elle est animée par Marie-Pier Morand et Maxime Desbiens-Tremblay et réalisée par Stéphane Laporte.

## Concept
Cette émission est en partie calquée sur l'émission diffusée de 1960 à 1970, Les Couche-tard animée par Jacques Normand et Roger Baulu. Contrairement aux Couche-tard, cette émission est animée par des enfants pour les enfants. En plus, les musiciens du Couche-tôt Big-band, qui jouent le thème de l'émission et qui accompagnent les chanteurs venant à l'émission, sont aussi des jeunes. Après les Couche-tôt, il y a eu Les Couche-tôt en vacances, même concept de talk-show, mais qui est tourné dans un camp de vacances durant l'été 1998 et 1999. Cette émission sert de tremplin à Garou, qui avant de recevoir ses premiers gros contrats, chante et joue de la guitare autour du feu de camp pour conclure chaque épisode.
Les deux animateurs reçoivent principalement des personnalités du monde humoristique, télévisé et musical.
Puisque l'émission est diffusée avant l'heure du coucher, elle se termine toujours par Marie-Pier Morand qui se met au lit. Elle se fait conter une histoire par l'un des invités. Cependant, au moment de s'endormir, Marie-Pier rêve à Maxime Desbiens-Tremblay. Ce dernier lui dit toujours qu'il est amoureux et qu'il veut l'embrasser. Alors, Marie-Pier s'éveille en criant.